# Cinérex
Cinérex was een in België opgerichte band die elektronische muziek maakt. De bandnaam is een directe verwijzing naar Ciné Rex, een Antwerpse bioscoop die tijdens de Tweede Wereldoorlog tijdens een voorstelling getroffen werd door een V2-raket.
Nadat het project General Electrique er niet in slaagde een album uit te brengen, werd door dj Kelvin Smits (ook bekend als Kelvin, Astrospider, Nuts On Mars …) een nieuwe band oprichtte met Sebastien Kalonji (alias DJ Bobo), Tommy Rombouts (Digital Excitation), Ivy Smits en de Amerikaanse Alissa Kueker (ex-Skylab 2000, Bassland …).
Het duurde tot 1998 tot het eerste album werd uitgebracht, omdat er problemen waren met de auteursrechten van de gebruikte samples. De groep zag daarom bijna volledig af van het gebruik van samples. De samples die werden geschrapt werden vervangen door gelijkaardige muziek die werd gemaakt in samenwerking met Die Anarchistische Abendunterhaltung.
De band noemde haar debuutalbum "Exit all areas part 2". Deel 1 (het deel met de betwiste samples) werd nooit uitgebracht. Het debuutalbum bevatte de nummers 'Feminax' en 'Blow Tenderly' die werden geschreven door de voorloper van de band (General Electrique). Tom Barman verzorgde daarenboven nog de vocalen op het nummer 'Horace Silver'.
De opvolger Cx werd uitgebracht in 2002.
In 2009 werd Cinérex het solo project van producer Kevin Ross die sinds ongeveer 2002 deel uitmaakte van de band.

## Discografie
- Exit all Areas part 2 (Spoonin' – Zomba/Rough Trade – 1998)
- Cx (2002)
- Edges (2009)